# Остромир
Остромир — посадник Новгорода в 1054–1057 роках, полководець і державний діяч Київської Русі. При хрещенні отримав ім'я Йосип.
Остромир був родичем і співправителем київського князя Ізяслава Ярославовича, керуючи Новгородською землею.
Про те, у яких споріднених відносинах Остромир складався з правлячими князями, немає єдиної думки. З XIX століття поширена думка, що він був онуком Добринича, сином Костянтина Добринича та батьком Вишати та Завида. Також існує гіпотеза, що його дружина Феофана походила із родини Ярослава Мудрого. Однак, за убогістю збережених джерел, кожна гіпотеза будується на низці припущень.
У першому Софійському літописі згадується за 1054 про «посадження» Остромира князем Ізяславом у Новгороді та про його загибель у війні з чуддю (племена). Однак ще  М. Каразмін звернув увагу, за свідченням Післямови до Євангелія (Остромирове Євангеліє) , замовленого Остромиром, то він був у 1057 ще живий.